# کلودیو کوستانزو
کلودیو کوستانزو (انگلیسی: Claudio Costanzo؛ زادهٔ ۳ ژوئیهٔ ۱۹۸۵) بازیکن فوتبال اهل ایتالیا است.
از باشگاه‌هایی که در آن بازی کرده‌است می‌توان به باشگاه فوتبال سمپدوریا و باشگاه فوتبال آسکولی اشاره کرد.